# Ahmed Attoumani Douchina
Pour les articles homonymes, voir Attoumani.
Ahmed Attoumani Douchina, né le 2 janvier 1955, est un homme politique français.

## Biographie
Conseiller municipal de Kani-Kéli de 1983 à 1989, il est élu conseiller général dans le canton du même nom en 2004, lors d'une triangulaire, obtenant 38,72 % des voix.
Devenu secrétaire départemental de l'Union pour un mouvement populaire (UMP), il entre en dissidence lors des élections législatives de 2007, se présentant contre le député sortant Mansour Kamardine, et recueille seulement 4,08 % des suffrages au premier tour.
Le 20 mars 2008, il succède à Saïd Omar Oili à la présidence du conseil général de Mayotte grâce à une alliance entre l'UMP locale et le Mouvement départementaliste mahorais (MDM). Ces deux mouvements se sont ligués contre le Nouvel élan pour Mayotte (NEMA), afin qu'un référendum soit rapidement organisé en vue de la départementalisation de Mayotte.
Lors des élections cantonales de 2011, Ahmed Attoumani Douchina est aisément réélu conseiller général, mais plusieurs candidats de gauche remportent de justesse des cantons renouvelables à Mayotte, ce qui conduit à un changement de majorité au sein du conseil général. Le 3 avril 2011, trois jours après que Mayotte est devenu le 101e département français, Daniel Zaïdani est élu président du conseil général en obtenant 10 voix contre 9 à Ahmed Attoumani Douchina.
Le 15 novembre 2012, il quitte l'UMP pour rejoindre l'UDI.
En mars 2015, il est élu conseiller départemental du canton de Bouéni en tandem avec Afidati Mkadara,.